# Кюннапу, Пеэтер Антонович
Пеэ́тер Анто́нович Кю́ннaпу (эст. Peeter Künnapu; 15 октября 1908 — 18 августа 1989, Таллин, Эстонская ССР, Союз Советских Социалистических Республик) — эстонский советский художник-аниматор, кукольник. Отец архитектора Вилена Кюннапу.

## Биография
В молодости изучал театральное искусство в России, в 1961—1986 годах работал на киностудии «Таллинфильм» в объединении кукольных фильмов. Работал с Эльбертом Тугановым, Хейно Парсом, Аарне Ахи. Был членом бюро КП Эстонии на студии.
Похоронен на таллинском кладбище Пярнамяэ.

## Фильмография
- 1961 — Отть в космосе
- 1962 — Две иллюстрации
- 1962 — Маленький мотороллер
- 1962 — Почти невероятная история
- 1964 — Оператор Кыпс в стране грибов
- 1964 — Последний трубочист
- 1965 — Кошки-мышки
- 1965 — Оператор Кыпс в ягодном лесу
- 1965 — Яак и робот
- 1966 — Оператор Кыпс на необитаемом острове
- 1966 — Парк
- 1967 — Семь друзей Юссике
- 1967 — Хитрый Антс и нечистый
- 1968 — Обезьянка Фипс
- 1968 — Оператор Кыпс в царстве камней
- 1969 — Война птиц и зверей
- 1969 — Осёл, селёдка и метла
- 1969 — Эх, ты! Ух, ты! Ишь, ты!
- 1970 — Атомик
- 1970 — Атомик и воротилы
- 1970 — Что? Кто? Где?
- 1970 — Снежная мельница
- 1971 — Вот так чемпионы!
- 1971 — Март и его хлеб
- 1971 — Пешеходы
- 1972 — Автомобилисты
- 1972 — Гвоздь
- 1972 — Крылль
- 1973 — Мячики
- 1973 — Новые друзья
- 1973 — Подводные друзья
- 1974 — Кровавый Джон
- 1974 — Сестрицы
- 1974 — Сказка о его величестве / Разве это разум?
- 1975 — Вдохновение / Инспирация
- 1975 — Песни весне
- 1976 — Клоун и Кропс
- 1977 — Едет? Едет!
- 1977 — Комок глины
- 1977 — Сувенир
- 1977 — Чаромора
- 1978 — Чаромора и капитан Трумм
- 1979 — Джиуфа
- 1979 — Когда люди поют
- 1979 — Обезьяны
- 1980 — Карсумм
- 1980 — Сказки засыпайки 5. Приключение в пустыне
- 1980 — Сын орлиной пещеры
- 1981 — Сказки засыпайки 6. А где Буратино?
- 1984 — Замечательная новогодняя ночь
- 1986 — Жираф

## Упоминание в книгах
Пеэтер Кюннапу — умелый резчик. В его руках обыкновенные деревянные бруски, словно по волшебству, превращаются в головы различных кукол.
— Сильвия Кийк, «Ожившие сказки»